# Kirk Morris
Kirk "Kirky" Morris, właśc. Adriano Bellini (ur. 26 sierpnia 1942 (niektóre źródła podają rok 1938 lub 1946) w Wenecji) – włoski aktor i były kulturysta.
W wieku kilkunastu lat pracował jako gondolier w swoim rodzinnym mieście – Wenecji, kiedy został odkryty przez włoskiego producenta filmowego. W 1960 udał się do Rzymu, aby rozpocząć karierę filmową. W trakcie swojej kariery, która trwała około dziesięciu lat, obsadzany był w rolach stoickich i posągowych bohaterów, Herkulesa, Samsona i Maciste, którzy dominowali we włoskich eposach z cyklu 'miecz i sandały' we wczesnych latach 60..
Należał do ekranowych mitycznych kulturystów takich jak Steve Reeves, Alan Steel, Richard Harrison, Dan Vadis, Reg Park, Brad Harris. Często jego włosy były farbowane na blond i był trochę podobny do Elvisa Presleya. Występował także przez kilka lat w opowieściach wojennych i westernach.
Kiedy gatunek 'miecza i sandałów' stracił swoją publiczność w 1965, a jego kariera aktorska w filmach zbliżała się do końca, w latach 1969-78 Morris stał się modelem fotonowel. W końcu jednak wyemigrował do Stanów Zjednoczonych, gdzie pracował w reklamie. Kilka lat później powrócił do Włoch i filmów, tym razem jako producent.

## Filmografia
| Rok  | Tytuł                                                        | Rola                  | Reżyser            |
| ---- | ------------------------------------------------------------ | --------------------- | ------------------ |
| 1961 | Il trionfo di Maciste                                        | Maciste               | Tanio Boccia       |
| 1961 | Maciste contro Ercole nella valle dei guai                   | Maciste               | Mario Mattoli      |
| 1962 | Maciste all'inferno                                          | Maciste               | Riccardo Freda     |
| 1962 | Kawaler de Pardaillan (Le chevalier de Pardaillan)           | Samson                | Bernard Borderie   |
| 1963 | Maciste contro i cacciatori di teste                         | Maciste               | Guido Malatesta    |
| 1963 | Herkules, Samson i Ulisses (Ercole sfida Sansone)            | Herkules              | Pietro Francisci   |
| 1963 | Sansone contro i pirati                                      | Sansone               | Tanio Boccia       |
| 1964 | La valle dell'eco tonante                                    | Maciste               | Tanio Boccia       |
| 1964 | Il dominatore del deserto                                    | Nadir                 | Tanio Boccia       |
| 1964 | Anthar l'invincibile                                         | Anthar, syn Herkulesa | Antonio Margheriti |
| 1964 | Maciste alla corte dello zar                                 | Maciste               | Tanio Boccia       |
| 1964 | I predoni della steppa                                       | Sandar Khan           | Tanio Boccia       |
| 1965 | La magnifica sfida                                           | Kadir                 | Miguel Lluch       |
| 1965 | Maciste il vendicatore dei Maya                              | Guido Malatesta       | Ercole             |
| 1965 | Il conquistatore di Atlantide                                | Heracles              | Alfonso Brescia    |
| 1966 | 2+5: Missione Hydra                                          | Belsy                 | Pietro Francisci   |
| 1967 | Little Rita nel West                                         | Ringo                 | Ferdinando Baldi   |
| 1968 | Sapevano solo uccidere                                       | Jeff Smart            | Tanio Boccia       |
| 1969 | Sette baschi rossi                                           | O’Fearn               | Mario Siciliano    |
| 1970 | Inwazja (La lunga notte dei disertori - I 7 di Marsa Matruh) | Liam Mc Gregor        | Mario Siciliano    |